# Jednostka wytwórcza
Jednostka wytwórcza – wyodrębniony zespół urządzeń należących do przedsiębiorstwa energetycznego, służący do wytwarzania energii elektrycznej i wyprowadzania mocy. Jednostka wytwórcza obejmuje zatem także transformatory blokowe oraz linie blokowe wraz z łącznikami w miejscu przyłączenia jednostki do sieci.